# Martinus Bartholomeus Hogerwaard

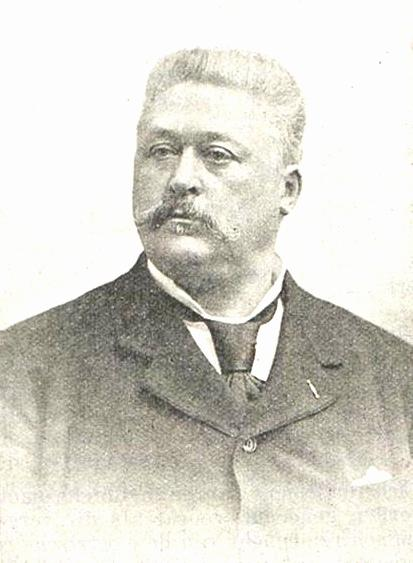
Martinus Bartholomeus Hogerwaard

Martinus Bartholomeus George Hogerwaard (Delft, 2 september 1842 - Den Haag, 16 mei 1925) was een Nederlands waterbouwkundige. Hij was de zoon van Arnoldus Johan Theodoor Hogerwaard, kapitein bij artillerie, en Theodora Maria de Schwartz.

## Opleiding en eerste werkkring
Hij studeerde aan de Koninklijke Akademie in Delft, waar hij in 1863  het diploma van civiel ingenieur behaalde. In hetzelfde jaar werd hij aangesteld als surnumerair bij de Waterstaat tmet standplaatsen 's-Gravenhage en daarna 's-Hertogenbosch, en werd achtereenvolgens in 1865 adspirant-ingenieur, met standplaatsen 's-Gravenhage, Middelburg, Veere; in 1868 ingenieur 2de klasse achtereenvolgens te Veere, Vlissingen, 's-Hertogenbosch, Utrecht, Gorinchem en Zutphen.
Hogerwaard was in de zeventiger jaren ingenieur bij het rivierbeheer, welk afzonderlijk beheer in 1875 was ingesteld, waardoor de in1851 aangevangen riviernormaliseeriiig een meer eigen karakter verkreeg. Hogerwaard was daarbij jarenlang belast met de verbetering van de Boven-, Beneden- en Nieuwe Merwede en de Dordtsche Kil. In samenwerking niet de ingenieurs Castendijk en Keurenaer, is in de jaren vóór 1882 heel veel arbeid in Gorinchem voorbereid. Bekend zijn de zelfstandig opgezette studies van Hogerwaard over de waterbeweging en zijn onverdroten arbeid aan de verhanglijnen der rivieren.
Dit plezier in wetenschappelijke arbeid paarde hij een juiste kijk hoe in de praktijk gewerkt moest worden. Meermalen verhaalde hij in latere jaren hoe de moeilijkheden voor de afdamming der killen van de Nieuwe Merwede alleen behoorlijk waren op te lossen na raadpleging van Adriaan Volker te Sliedrecht. Die persoon en zijn medewerkers waren  volgens hem de mannen waarmee men in Holland en speciaal aan de Rotterdamse Waterweg iets tot stand kon brengen.

## Zeeland
Met ingang van 1 januari 1882 hield de toestemming des Konings op tot het gebruik maken door de provincie Zeeland van de diensten van de hoofdingenieur en van de ingenieurs van de Rijkswaterstaat „voor het toezigt of beheer der aan de Staten toevertrouwde werken van den Waterstaat". Er werd dus in Zeeland een Provinciale Waterstaat opgericht. Tot hoofdingenieur van de Provinciale Waterstaat werd Hogerwaard benoemd en, tot ingenieurs bij deze dienst irs. C. L. M. Lambrechtsen van Ritthem, jhr. C. C. Th. Six en W. de Man. Hij bleef in deze functie tot zijn pensioen in 1897.
Een belangrijk voordeel van een provinciale waterstaat boven rijksambtenaren was dat die veel minder van standplaats wisselden. Dit was ook de conclusie van  de Staatscommissie in zake de calamiteuse polders van 1869, toen die er op wees hoe “noodlottig voor eenheid van inzicht was de gedurige afwisseling der ambtenaren van den Waterstaat, die veelal spoedig na hun intreding m het corps, en slechts voor korten tijd, in Zeeland dienst deden, en die verplaatsing naar elders als een bevordering beschouwden.” Ook Tutein  Nolthenius vond dit: “Eerst in 1881 is door den Provincialen Waterstaatsdienst van den Rijksdienst te scheiden - zij het ook noode — een einde gemaakt aan een toestand, welke bij meerder organiseerend talent en minder ambtenaarshoogheid niet zoo ondragelijk ware geworden; althans te vervangen ware geweest door een regeling èn voor het Rijk en voor de Provincie beter en voordeeliger dan de tegenwoordige.” Hogerwaard en veel provinciale collega’s uit die tijd vonden dit een groot voordeel t.o.v. de rijksdienst. Hij heeft dan ook in latere jaren het aanbod afgeslagen om als inspecteur bij het corps van Rijkswaterstaat terug te keren.
Een belangrijk werk van Hogerwaard was  het in kaart brengen van de oeververdedigingen in Zeeland, ook onder water. Hij ontwierp een stelsel van vaste punten, voortbouwend op het werk van ir. H.E. de Bruyn, uitgaande van een denkbeeld van Abraham Caland, het koste hem veel moeite om dit in Zeeland ingevoerd te krijgen,
Na zijn pensionering leefde hij een teruggetrokken leven. Hij was bezitter van de Zilveren Watersnoodmedaille 1876, ridder in de Orde van den Nederlandse Leeuw en commandeur in de Orde van Oranje-Nassau.

## Publicaties van ir. Hogerwaard
Zijn belangrijkste werk is “De oeververdediging in Zeeland sinds 1860”, 23 delen (12 banden in 18 delen, 5 atlassen) Slechts enkele delen zijn gescand, het probleem van de scans van Google is dat de figuren op de uitslaand bladzijden niet goed gescand zijn. Op papier is complete collecte aanwezig bij de TU Delft, de Koninklijke Bibliotheek en bij het Zeeuws Archief.
- De oeververdediging in Zeeland sedert 1860, deel 7 en 8. Van Bentham & Jutting (1882).
- Memorie over de verdediging van de Zeeuwsche oevers. U.F. Auer & Zn (1893).